# Brändöfjärden
Brändöfjärden är en grund havsvik som ligger i Lule skärgård. Fjärden är mestadels bara ett par meter djup med några få undantag. Man kan med båt med ett djupgående på cirka 120 cm ta sig ut i ytterskärgården genom norra eller södra Strapösundet.
I Brändöfjärden häckar många fågelarter som härstammar österifrån och sådana som trivs i fjärden på grund av dess speciella karaktär. Bland dem märks Gråhakedopping och Dvärgmås som i Sverige är tämligen ovanliga.
I fjärden finns Anita eller Anita Ekberg, eller Bodkunostenarna, som är ett synligt grund.